# Justice League vs. the Fatal Five
Pour plus de détails, voir Fiche technique et Distribution.
Justice League vs. the Fatal Five est un film d'animation américain réalisé par Sam Liu, sorti directement en vidéo en 2019, 35e film de la collection DC Universe Animated Original Movies.
Le film permet de retrouver le graphisme et les personnages de la série animée La Ligue des justiciers du début des années 2000, en les croisant avec les antagonistes de la série animée La Légende des super-héros.

## Synopsis
Au 31e siècle, Tharok, Persuader et Mano, membres des Fatal Five, attaquent la Légion des super-héros pour se rendre au 21e siècle : leur dessein est obscur mais ils semblent vouloir retrouver quelque chose ou quelqu'un appartenant à cette époque.
Star Boy parvient à les suivre à travers le temps mais il perd la mémoire et ne parvient pas à prévenir la Ligue des justiciers de cette intrusion dans leur époque.
Une course contre la montre débute pour empêcher les Fatal Five de trouver ce qu'ils recherchent.

## Fiche technique
- Titre original : Justice League vs. the Fatal Five
- Réalisation : Sam Liu
- Scénario : Alan Burnett, Eric Carrasco, James Krieg, d'après le comics de Jim Shooter et les personnages de DC Comics
- Musique : Kristopher Carter, Michael McCuistion et Lolita Ritmanis
- Direction artistique du doublage original : Wes Gleason
- Montage : Christopher D. Lozinski
- Animation : DR Movie
- Production : Sam Liu et Amy McKenna
- Sociétés de production : Warner Bros. Animation et DC Entertainment
- Société de distribution : Warner Home Video
- Pays de production :  États-Unis
- Langue originale : anglais
- Genre : animation, super-héros
- Durée : 77 minutes
- Dates de sortie :
  - États-Unis : 30 mars 2019 (VOD), 16 avril 2019 (DVD/Blu-ray)
  - France : 24 avril 2019
- Classification :
  - États-Unis : PG-13 (interdit -13 ans)
  - France : Accord parental

 Sauf indication contraire, les informations mentionnées dans cette section peuvent être confirmées par la base de données cinématographiques IMDb,  présente dans la section « Liens externes ».

## Distribution

### Voix originales
- Elyes Gabel : Thomas Kallor / Starboy
- Diane Guerrero : Jessica Cruz / Green Lantern
- Kevin Conroy : Batman
- Susan Eisenberg : Wonder Woman
- George Newbern : Superman
- Daniela Bobadilla : Miss Martian
- Kevin Michael Richardson : Mr. Terrific, Kilowog
- Noel Fisher : Brainiac 5
- Peter Jessop : Tharok
- Tom Kenny : Bloodsport, Salaak, l'anneau de Jessica
- Matthew Yang King : Persuader
- Sumalee Montano : Impératrice Émeraude
- Philip Anthony-Rodriguez : Mano
- Tara Strong : Saturn Girl, Harley Quinn
- Bruce Timm : Double-Face

### Voix françaises
- Martin Faliu : Thomas Kallor / Starboy
- Elsa Bougerie : Jessica Cruz / Green Lantern
- Emmanuel Jacomy : Batman
- Barbara Beretta : Wonder Woman
- Adrien Antoine : Superman
- Marie Nonnenmacher : Miss Martian
- Eilias Changuel : Mr. Terrific
- Glen Hervé : Brainiac 5, l'anneau de Jessica
- Bertrand Dingé : Tharok
- Julien Allouf : Bloodsport
- Thibaut Belfodil : Persuader
- Marie Chevalot : Impératrice Émeraude
- Bernard Bollet : Mano
- Garance Thénault : Saturn Girl
- Maurice Decoster : Double-Face

Société de doublage VF : Deluxe, adaptation VF : Marie Causse, direction artistique VF : Charlotte Corréa
 Source : voix originales et françaises sur Latourdesheros.com.

## Ventes
Le résultat des ventes de Blu-Ray du film aux États-Unis s'élèvent à 2 154 235 dollars.